# Auditor fiscal
Auditor Fiscal é um nome generalista, utilizado para designar diversos agentes públicos, usualmente dotados de ampla autonomia na interpretação e aplicação das leis, vinculados ao Poder Público federal, estadual ou municipal no Brasil. Comumente, remete aos seguintes cargos:
- Auditores Fiscais das Administrações Tributárias Federal, Distrital, Estaduais ou Municipais[4];
- Auditores-Fiscais do Trabalho[5]; e
- Auditores Fiscais Federais Agropecuários[6].

Sua atuação está prevista na Constituição Federal, no Código Tributário Nacional, na Consolidação das Leis do Trabalho e nas demais leis federais, estaduais e municipais.
Em adição, dois outros agrupamentos de cargos também podem ser designados pontualmente como Auditores Fiscais, embora na esfera federal sejam classificados apenas como Auditores:
- Auditores de Controle Interno Federais, Distritais, Estaduais ou Municipais[8]; e
- Auditores de Controle Externo Federais, Distritais, Estaduais ou Municipais[9].

## Auditores Fiscais das Administrações Tributárias Federal, Distrital, Estaduais ou Municipais
São responsáveis por conduzir o respectivo Fisco ao qual pertencem, atuando, na qualidade da autoridade administrativa de que trata o Código Tributário Nacional, na presidência e execução de procedimentos fiscais, sendo de sua competência exclusiva (privativa e indelegável) a constituição dos créditos tributários pelo lançamento. Nos municípios que ostentam o título de capitais de estados, são comumente chamados de Auditores Fiscais de Tributos Municipais, do Tesouro Municipal ou da Receita Municipal, enquanto nos estados são designados majoritariamente como Auditores Fiscais da Receita Estadual ou de Tributos Estaduais. Dentro da Administração Tributária da União, o Auditor-Fiscal da Receita Federal do Brasil, representante mais conhecido dos integrantes dos Fiscos, acumula as funções de autoridade tributária e aduaneira, sendo responsável por exercer, em caráter exclusivo, as seguintes atribuições:
- constituir, mediante lançamento, o crédito tributário;
- elaborar e proferir decisões ou delas participar em processo administrativo fiscal, bem como em processos de consulta, restituição ou compensação de tributos e de reconhecimento de benefícios fiscais;
- presidir e executar e procedimentos de fiscalização, praticando os atos definidos na legislação específica, inclusive os relacionados com o controle aduaneiro, apreensão de mercadorias, livros, documentos, materiais, equipamentos e assemelhados;
- examinar a contabilidade de sociedades empresariais, empresários, órgãos, entidades, fundos e demais contribuintes;
- proceder à orientação do sujeito passivo no tocante à interpretação da legislação tributária; e
- supervisionar as demais atividades de orientação ao contribuinte.

## Auditores-Fiscais do Trabalho
Na qualidade de autoridades trabalhistas, realizam a fiscalização do cumprimento da legislação do trabalho em todo o território nacional, com competência residual para examinar, dentro de sua área de atuação, a contabilidade das empresas e lançar o crédito tributário relativo ao Fundo de Garantia do Tempo de Serviço não recolhido. Os ocupantes do cargo têm por atribuições assegurar, em todo o território nacional:
- o cumprimento de disposições legais e regulamentares, inclusive as relacionadas à segurança e à medicina do trabalho, no âmbito das relações de trabalho e de emprego;
- a verificação dos registros em Carteira de Trabalho e Previdência Social, visando a redução dos índices de informalidade;
- a verificação do recolhimento e a constituição e o lançamento dos créditos referentes ao Fundo de Garantia do Tempo de Serviço e à contribuição social devida em caso de despedida sem justa causa, objetivando maximizar os índices de arrecadação;
- o cumprimento de acordos, convenções e contratos coletivos de trabalho celebrados entre empregados e empregadores;
- o respeito aos acordos, tratados e convenções internacionais dos quais o Brasil seja signatário;
- a lavratura de auto de apreensão e guarda de documentos, materiais, livros e assemelhados, para verificação da existência de fraude e irregularidades, bem como o exame da contabilidade das empresas; e
- a verificação do recolhimento e a constituição e o lançamento dos créditos decorrentes da cota-parte da contribuição sindical urbana e rural.

## Auditores Fiscais Federais Agropecuários
Apesar de não promoverem o exame contábil e, portanto, não executarem atividades propriamente de auditoria (segundo a acepção tradicional do termo), foram designados Auditores Fiscais após 2016 (previamente, eram conhecidos apenas como Fiscais Federais, o que encontra maior correspondência semântica com a atividade de fiscalização que exercem). Suas atribuições são, em todo o território nacional:
- a defesa sanitária animal e vegetal;
- a inspeção industrial e sanitária dos produtos de origem animal e a fiscalização dos produtos destinados à alimentação animal;
- a fiscalização de produtos de uso veterinário e dos estabelecimentos que os fabricam e de agrotóxicos, seus componentes e afins;
- a fiscalização do registro genealógico dos animais domésticos, da realização de provas zootécnicas, das atividades hípicas e turfísticas, do sêmen destinado à inseminação artificial em animais domésticos e dos prestadores de serviços de reprodução animal;
- a fiscalização e inspeção da produção e do comércio de sementes e mudas e da produção e comércio de fertilizantes, corretivos, inoculantes, estimulantes ou biofertilizantes destinados à agricultura;
- a fiscalização da produção, circulação e comercialização do vinho e derivados do vinho, da uva e de bebidas em geral;
- a fiscalização e o controle da classificação de produtos vegetais e animais, subprodutos e resíduos de valor econômico e elaboração dos respectivos padrões;
- a fiscalização das atividades de aviação agrícola, no que couber;
- a fiscalização do trânsito de animais vivos, seus produtos e subprodutos destinados a quaisquer fins, de vegetais e partes vegetais, seus produtos e subprodutos destinados a quaisquer fins, de insumos destinados ao uso na agropecuária e de materiais biológicos de interesse agrícola ou veterinário, nos portos e aeroportos internacionais, nos postos de fronteira e em outros locais alfandegados;
- lavrar auto de infração, de apreensão e de interdição de estabelecimentos ou de produtos, quando constatarem o descumprimento de obrigação legal relacionada com as atribuições descritas neste artigo;
- assessorar tecnicamente o governo, quando requisitado, na elaboração de acordos, tratados e convenções com governos estrangeiros e organismos internacionais, dos quais o País seja membro, nos assuntos relacionados com as atribuições fixadas neste artigo; e
- fiscalizar o cumprimento de atos administrativos destinados à proteção e certificação de cultivares.

## Auditores de Controle Interno Federais, Distritais, Estaduais ou Municipais
São servidores públicos lotados dentro do Poder Executivo de cada ente federativo, responsáveis em caráter geral por promover o controle orçamentário e financeiro dos recursos do Tesouro Público, além de atuar na área correcional, apurando irregularidades. A designação "controle interno" deriva do fato de que o Poder Executivo fiscaliza o cumprimento da legislação por ele mesmo, utilizando um setor próprio e especializado dentro da Administração. Na esfera federal, atuam em dois locais distintos (Ministério da Economia e Controladoria-Geral da União) e são denominados Auditores Federais de Finanças e Controle. Suas incumbências são o planejamento, a supervisão, a coordenação, a orientação e a execução:       
- das atividades de avaliação do cumprimento das metas previstas no plano plurianual, da execução dos programas de governo e dos orçamentos da União, da análise da qualidade do gasto público e da avaliação da gestão dos administradores públicos federais, utilizando como instrumentos a auditoria e a fiscalização;
- das atividades de registro, tratamento, controle e acompanhamento das operações patrimoniais e contábeis relativas à administração orçamentária, financeira e patrimonial da União, com vistas à elaboração de demonstrações contábeis do setor público nacional;
- das atividades de programação financeira da União, da administração de direitos e haveres, de garantias e de obrigações de responsabilidade do Tesouro Nacional, da orientação técnico-normativa referente à execução orçamentária e financeira e do monitoramento das finanças dos entes federativos;
- das atividades relacionadas à prevenção e à apuração de irregularidades na esfera do Poder Executivo federal;
- das atividades de gestão das dívidas públicas mobiliária e contratual, interna e externa, de responsabilidade direta ou indireta do Tesouro Nacional;
- das atividades relacionadas à análise e à disseminação de estatísticas fiscais, da gestão do patrimônio de fundos e programas sociais e das diretrizes de política fiscal do governo federal;
- das atividades de monitoramento das finanças dos entes federativos, do controle das transferências financeiras constitucionais e da consolidação das contas dos entes da Federação; e
- das atividades de transparência pública e de ouvidoria.

## Auditores de Controle Externo Federais, Distritais, Estaduais ou Municipais
Diferentemente dos Auditores de Controle Interno, exercem o controle externo, ou seja, fiscalização de um poder (Legislativo) sobre outro (Executivo), seguindo a teoria dos freios e contrapesos. São lotados nas secretarias dos Tribunais de Contas (da União, do Distrito Federal, dos estados e de alguns municípios), apoiando seus membros (Ministros e Conselheiros) nos julgamentos das contas da Administração do respectivo ente. Exercem, sob demanda dos julgadores, a fiscalização dos atos praticados pelo Poder Público. Na esfera federal (Tribunal de Contas da União), designam-se Auditores Federais de Controle Externo, tendo como atribuição o desempenho de todas as atividades administrativas, logísticas e de caráter técnico, de nível superior, relativas ao exercício das competências constitucionais e legais a cargo da corte. Não se confundem com os Auditores do Tribunal de Contas da União de que trata a Constituição Federal, que substituem os Ministros em suas ausências e impedimentos e, atualmente, são designados Ministros-Substitutos.